# Il costruttore meccanico
Il Costruttore Meccanico (o Costruttore Bral) era un gioco di costruzioni metalliche prodotte dalla ditta Bral di Milano a partire dal primo dopoguerra fino ai primi anni 2000.

## Descrizione
Nel Novecento molte ditte in vari paesi del mondo misero in commercio giochi di costruzione ispirati al Meccano:
in Italia le principali furono Bral, A.M.I. L.A.C. Condor, Star, C.I.G.E.A.ecc.
Il Costruttore Meccanico della Bral, nato inizialmente come alternativa italiana e più economica al Meccano inglese, fu probabilmente quello che ebbe maggiore diffusione tra le alternative al gioco meccanico inglese.
La più parte dei pezzi infatti era molto simile, se non uguale, a quelli Meccano, e fino agli anni 80, salvo rare eccezioni, avevano anche gli stessi codici, ma ne furono prodotti anche alcuni originali.
Nel periodo di maggiore successo, negli anni 50-60, esistevano 9 confezioni: le più piccole, dalla n°1 alla n° 5 con scatola in cartone e quelle dal n°6 al n°9 dotate di cassetta in legno a più ripiani. Vennero commercializzate anche sette confezioni complementari siglate da 1A a 8A che consentivano di ampliare la dotazione di pezzi di una scatola trasformandola nel numero successivo e vari tipi di motori elettrici e a molla.
Due scatole accessorie erano dedicate agli ingranaggi.
Vennero prodotte in cinque diverse serie, ma, contrariamente al Meccano, le costruzioni Bral mantennero lo stesso schema di colorazione per quasi tutta la durata della produzione: gli angolari e le strisce erano cromati, le piastre bordate verniciate in verde e le piastre flessibili in rosso o azzurro.
Tra gli anni 70 e 80, poi, vennero anche prodotti alcuni set a tema: scatole con un assortimento di pezzi finalizzato alla realizzazione di uno specifico modello o di alcuni modelli dello stesso tipo: una moto da corsa, una jeep, un elicottero, un camion con gru ecc.
Visto il grande successo che le serie tv di fantascienza e i cartoni animati giapponesi riscuotevano in quel periodo, fu messa anche in commercio una scatola a tema spaziale, con pezzi prevalentemente di colore bianco, che permetteva di costruire astronavi, razzi, una base spaziale e altri veicoli simili.
Con la quinta e ultima serie degli anni 90, i pezzi che una volta erano verdi divennero celesti e le piastre flessibili divennero gialle.
La produzione cessò nei primi anni duemila.